# شارلوته كرايغ
شارلوته كرايغ (بالإنجليزية: Charlotte Craig)‏ هي لاعبة تايكوندو أمريكية، ولدت في 2 فبراير 1991 في ريفرسايد في الولايات المتحدة.

## وصلات خارجية
- شارلوته كرايغ على موقع TaekwondoData.com (الإنجليزية)
- شارلوته كرايغ على موقع شيردوغ (الإنجليزية)
- شارلوته كرايغ على موقع اللجنة الأولمبية الدولية (الإنجليزية)
- شارلوته كرايغ على موقع أوليمبيديا (الإنجليزية)
- شارلوته كرايغ على موقع اللجنة الأولمبية والبارالمبية الأمريكية (الإنجليزية)